# Talitha G
Talitha — яхта, построенная в 1929 году. На 2022 год корабль всё ещё находится в строю. Одна из старейших яхт в мире.

## История
В 1930 году яхта была спущена на воду с ироничным названием Reveler («Гуляка»). Первым ее владельцем был председатель автомобильной компании Packard, Рассел Алджер. Он строил ее для морских путешествий и организации веселых банкетов на ее борту.
После смерти своего первого владельца яхту купил Чарльз Макканн, глава сети магазинов, и переименовал ее в Chalena. 
В 1939 году яхта вновь поменяла владельца, место приписки и имя. Отныне она принадлежала Леону Мандэлю, базировалась в Чикагском яхт-клубе и носила имя Carola.
Спустя три года Соединенные Штаты вступили во Вторую мировую войну, и яхта была реквизирована американским флотом для военных нужд. Оборудованная двумя трехдюймовыми пушками, шестью зенитными установками, запасом глубинных бомб, она несла боевое дежурство в районе Перл-Харбора с июня 1942 года. Там, в Тихом океане, и прошла ее военная служба. В феврале 1946 года яхта PG60, U.S.S Beaumont была списана в запас.
Ныне Яхта является собственностью семьи Гетти. Чаще других ею пользуется Гордон, сын Пола Гетти, основателя нефтяной компании Texaco и обладателя состояния в 2 млрд. долларов.